# Verrucella rigida
Verrucella rigida är en korallart som först beskrevs av Nutting 1910.  Verrucella rigida ingår i släktet Verrucella och familjen Ellisellidae. Inga underarter finns listade i Catalogue of Life.